# Alexandru Al. Ioan Cuza
Pentru alte utilizări ale numelui propriu Alexandru Ioan Cuza, cu varietatea Cuza Vodă, a se vedea paginile de Alexandru Ioan Cuza (dezambiguizare) și Cuza Vodă (dezambiguizare).
Alexandru Al. Ioan Cuza (cunoscut și ca Alexandru A. Cuza sau Sașa Cuza; n. 1862 sau 1864 – d. 1889/1890, Madrid) a fost  fiul cel mare al domnitorului Alexandru Ioan Cuza (1820-1873) și al Elenei Maria Catargiu (1835-1876).
A fost căsătorit cu prințesa Maria Moruzi-Cuza (1863-1921), fiica lui Alexandru D. Moruzi. A murit în timpul unei călătorii în Spania din cauza unei tuberculoze acute și este înmormântat la biserica „Adormirii Maicii Domnului” din Ruginoasa.